# Bob- und Skeleton-Weltmeisterschaften 2020/Zweierbob (Frauen)
Der Zweierbob-Wettbewerb der Frauen bei den Bob- und Skeleton-Weltmeisterschaften 2020 wurde am 21. und 22. Februar in insgesamt vier Läufen ausgetragen. Wie alle Wettbewerbe bei den Weltmeisterschaften wurde er auf dem ENSO Eiskanal in Altenberg ausgetragen.
Nach ihrem Nationenwechsel von Kanada zu den Vereinigten Staaten konnte Kaillie Humphries gemeinsam mit ihrer neuen Anschieberin Lauren Gibbs die Goldmedaille gewinnen. Während es für Lauren Gibbs der erste Weltmeistertitel war, war es für Kaillie Humphries nach 2012 und 2013 bereits der dritte Weltmeistertitel, wodurch sie nach Weltmeistertiteln in Zweierbob-Wettbewerben mit Sandra Kiriasis gleichzog. Silber sicherten sich überraschend die Junioren-Weltmeisterinnen Kim Kalicki und Kira Lipperheide aus Deutschland. Der Kampf um Bronze war bis zum vierten und letzten Lauf spannend und schlussendlich konnten die Kanadierinnen Christine de Bruin und Kristen Bujnowski im vierten Lauf noch vom vierten Platz auf den dritten Platz vorfahren. Der erste Wettkampftag wurde von vier Stürzen überschattet, welche glücklicherweise glimpflich ausgingen.

## Aktuelle Titelträger
| Olympiasieger | DeutschlandMariama Jamanka Lisa Buckwitz | 2018 | Pyeongchang |
| Weltmeister   | DeutschlandMariama Jamanka Annika Drazek | 2019 | Whistler    |

## Bestehende Rekorde

Streckenplan vom ENSO Eiskanal

| Startrekord | Vereinigte StaatenElana Meyers Taylor Briauna Jones | 05,54 s | 6. Januar 2018 |
| Bahnrekord  | KanadaKaillie Humphries Phylicia George             | 56,22 s | 6. Januar 2018 |

## Läufe

### Lauf 1

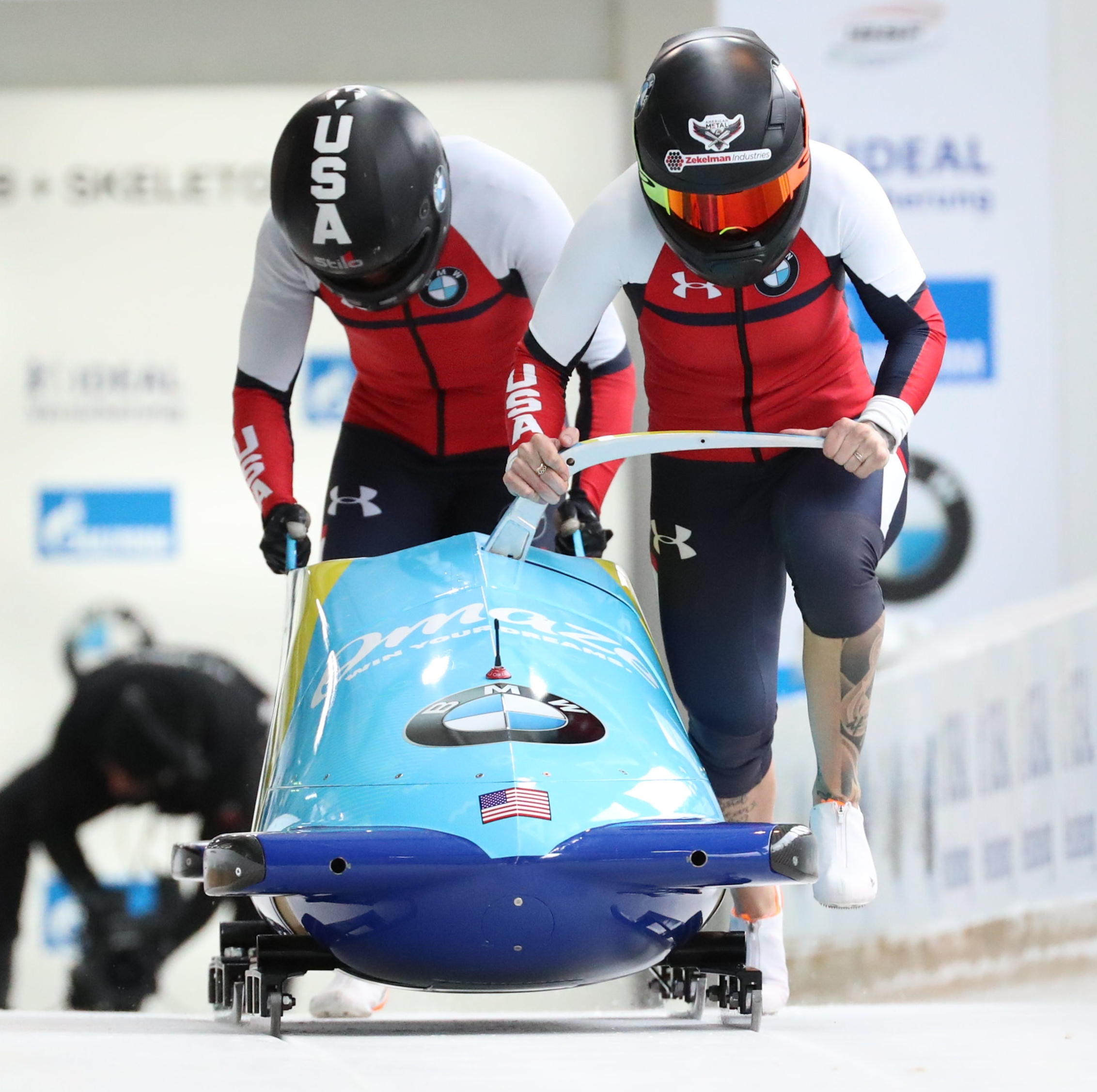
Humphries/Gibbs beim Start

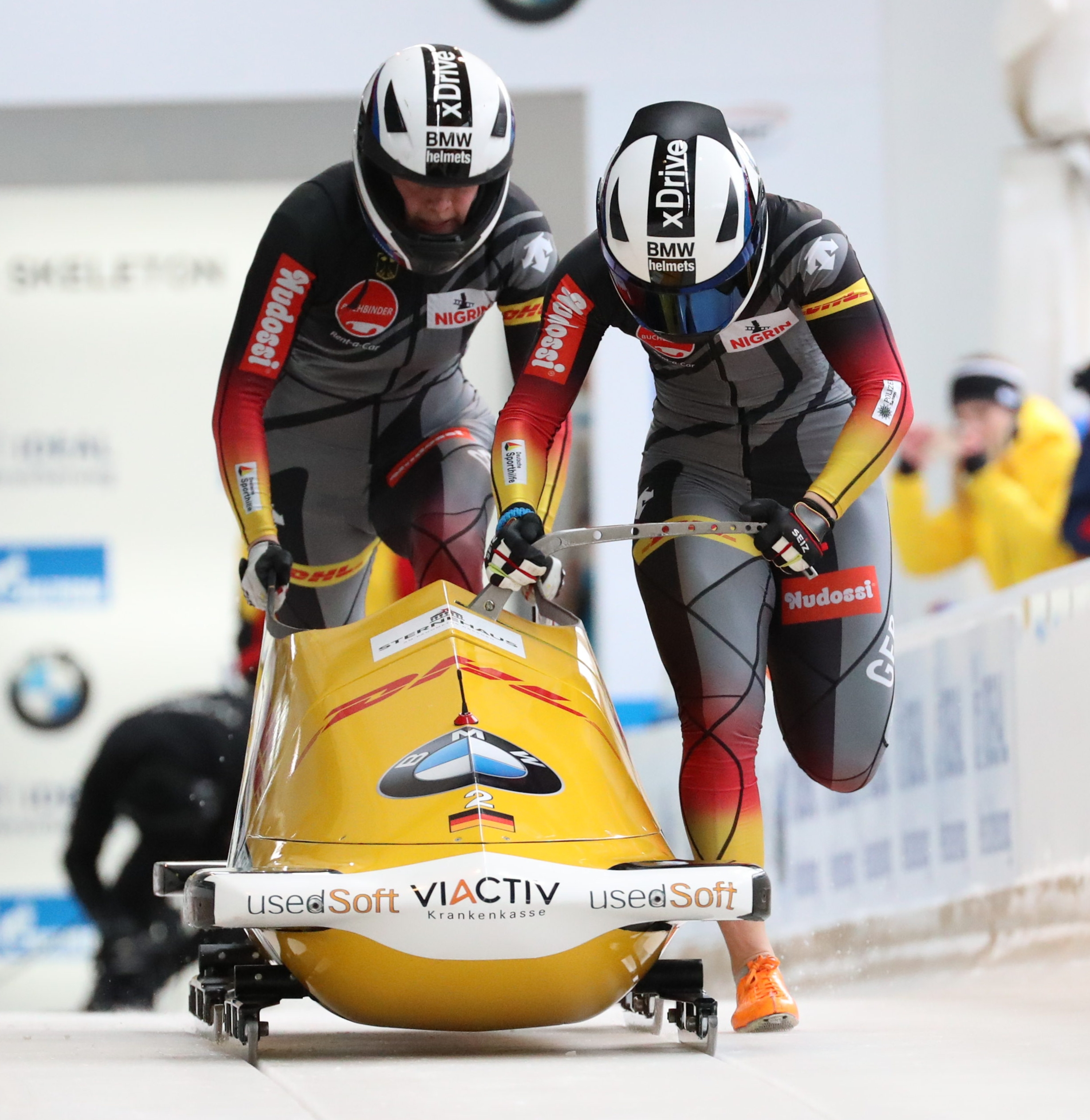
Schneider/Fiebig beim Start

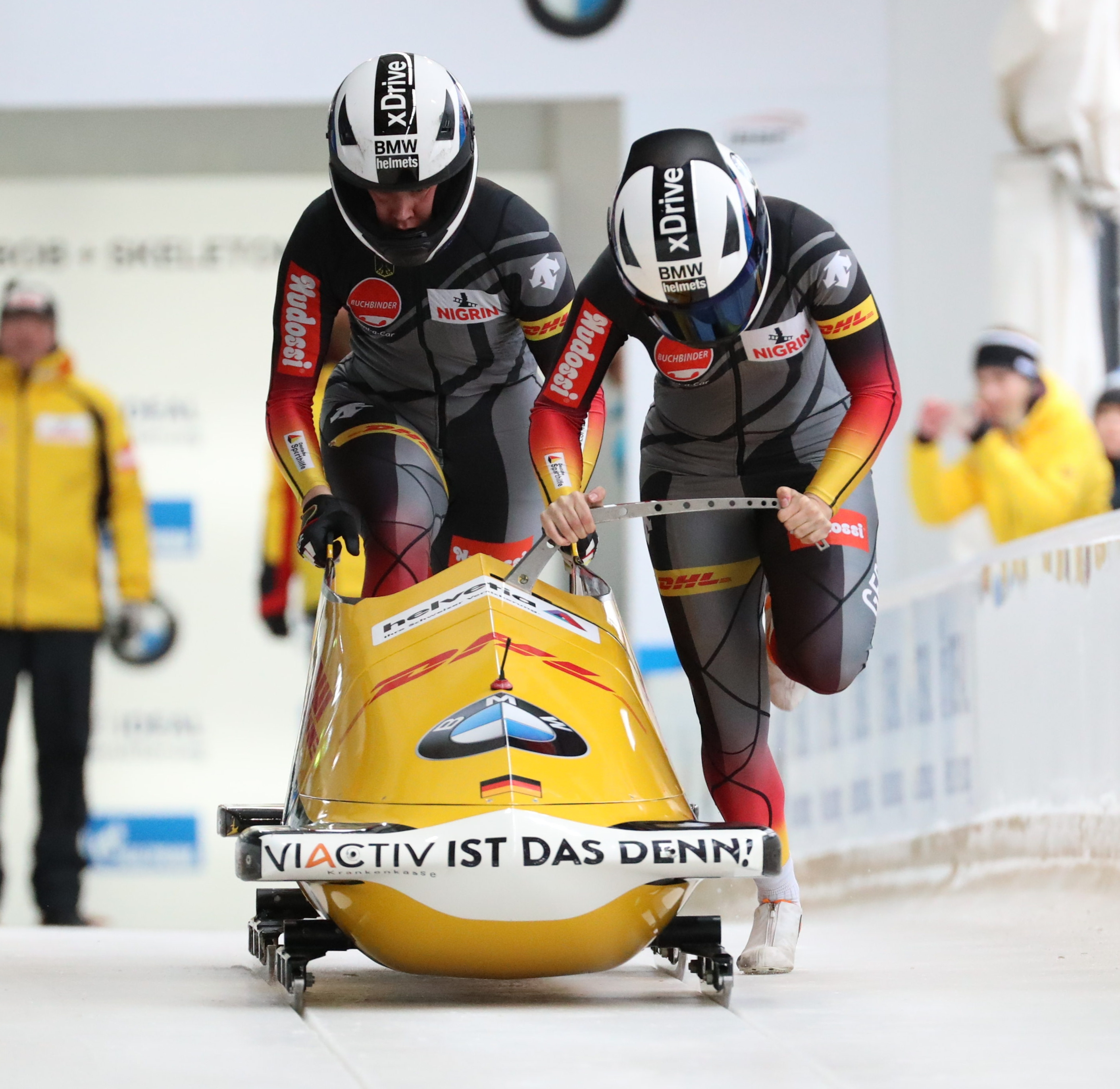
Kalicki/Lipperheide beim Start

Der erste Lauf wurde von zwei Stürzen überschattet. Sowohl die beiden Rumäninnen Andreea Grecu und Ioana Gheorghe als auch die Italienerinnen Tania Vicenzino und Lucrezia Tavella überstanden den Sturz unbeschadet. Die Zeiten des zweiten italienischen Bobs, bestehend aus Giada Andreutti und Silvia Taini, wurden nachträglich annulliert, da beide nach dem zweiten Lauf disqualifiziert wurden.
| Platz | Athletinnen                            | Land                   | Zwischenzeit (s) | Zwischenzeit (s) | Zwischenzeit (s) | Zwischenzeit (s) | Zwischenzeit (s) | Laufzeit (min) | Gesamtzeit (min) |
| Platz | Athletinnen                            | Land                   | 1                | 2                | 3                | 4                | 5                | Laufzeit (min) | Gesamtzeit (min) |
| ----- | -------------------------------------- | ---------------------- | ---------------- | ---------------- | ---------------- | ---------------- | ---------------- | -------------- | ---------------- |
| 1     | Kaillie Humphries Lauren Gibbs         | Vereinigte Staaten     | 5,63             | 23,16            | 32,72            | 40,78            | 48,11            | 0:56,47        | 0:56,47          |
| 2     | Stephanie Schneider Leonie Fiebig      | Deutschland            | 5,63             | 23,16            | 32,75            | 40,83            | 48,23            | 0:56,50        | 0:56,50          |
| 3     | Kim Kalicki Kira Lipperheide           | Deutschland            | 5,66             | 23,25            | 32,83            | 40,93            | 48,30            | 0:56,56        | 0:56,56          |
| 4     | Christine de Bruin Kristen Bujnowski   | Kanada                 | 5,72             | 23,35            | 32,95            | 41,02            | 48,36            | 0:56,60        | 0:56,60          |
| 5     | Nadeschda Sergejewa Jelena Mamedowa    | Russland               | 5,73             | 23,32            | 32,96            | 41,07            | 48,43            | 0:56,80        | 0:56,80          |
| 6     | Mica McNeill Montell Douglas           | Vereinigtes Königreich | 5,84             | 23,52            | 33,13            | 41,23            | 48,60            | 0:56,83        | 0:56,83          |
| 7     | Mariama Jamanka Annika Drazek          | Deutschland            | 5,66             | 23,25            | 32,94            | 41,11            | 48,53            | 0:56,86        | 0:56,86          |
| 8     | Katrin Beierl Jennifer Onasanya        | Österreich             | 5,72             | 23,38            | 33,05            | 41,22            | 48,68            | 0:57,00        | 0:57,00          |
| 9     | Laura Nolte Ann-Christin Strack        | Deutschland            | 5,66             | 23,24            | 32,90            | 41,09            | 48,61            | 0:57,04        | 0:57,04          |
| 10    | Ying Qing Du Jiani                     | Volksrepublik China    | 5,80             | 23,48            | 33,11            | 41,27            | 48,66            | 0:57,07        | 0:57,07          |
| 11    | An Vannieuwenhuyse Kelly van Petegem   | Belgien                | 5,96             | 23,71            | 33,33            | 41,46            | 48,86            | 0:57,16        | 0:57,16          |
| 12    | Martina Fontanive Nadja Pasternack     | Schweiz                | 5,78             | 23,50            | 33,17            | 41,29            | 48,76            | 0:57,20        | 0:57,20          |
| 13    | Mingming Huai Lu Chunyang Huang Jiajia | Volksrepublik China    | 5,79             | 23,53            | 33,21            | 41,39            | 48,89            | 0:57,29        | 0:57,29          |
| 14    | Ljubow Tschernych Anna Parfenowa       | Russland               | 5,83             | 23,54            | 33,25            | 41,51            | 49,03            | 0:57,50        | 0:57,50          |
| 15    | Breeana Walker Stefanie Preiksa        | Australien             | 5,82             | 23,61            | 33,40            | 41,67            | 49,22            | 0:57,68        | 0:57,68          |
| 16    | Melanie Hasler Jasmin Näf              | Schweiz                | 5,87             | 23,72            | 33,45            | 41,68            | 49,21            | 0:57,71        | 0:57,71          |
| 17    | Sylwia Smolarek Aleksandra Byczkowska  | Polen                  | 6,35             | 24,58            | 34,60            | 43,02            | 50,67            | 0:59,35        | 0:59,35          |
| 18    | Tania Vicenzino Lucrezia Tavella       | Italien                | 5,94             | 24,06            | 33,99            | 42,40            | 50,13            | 1:01,28        | 1:01,28          |
| 19    | Andreea Grecu Ioana Gheorghe           | Rumänien               | 5,75             | 23,37            | 33,00            | 41,17            | 49,79            | 1:02,26        | 1:02,26          |
| DSQ   | Giada Andreutti Silvia Taini           | Italien                | –                | –                | –                | –                | –                | –              | –                |

### Lauf 2

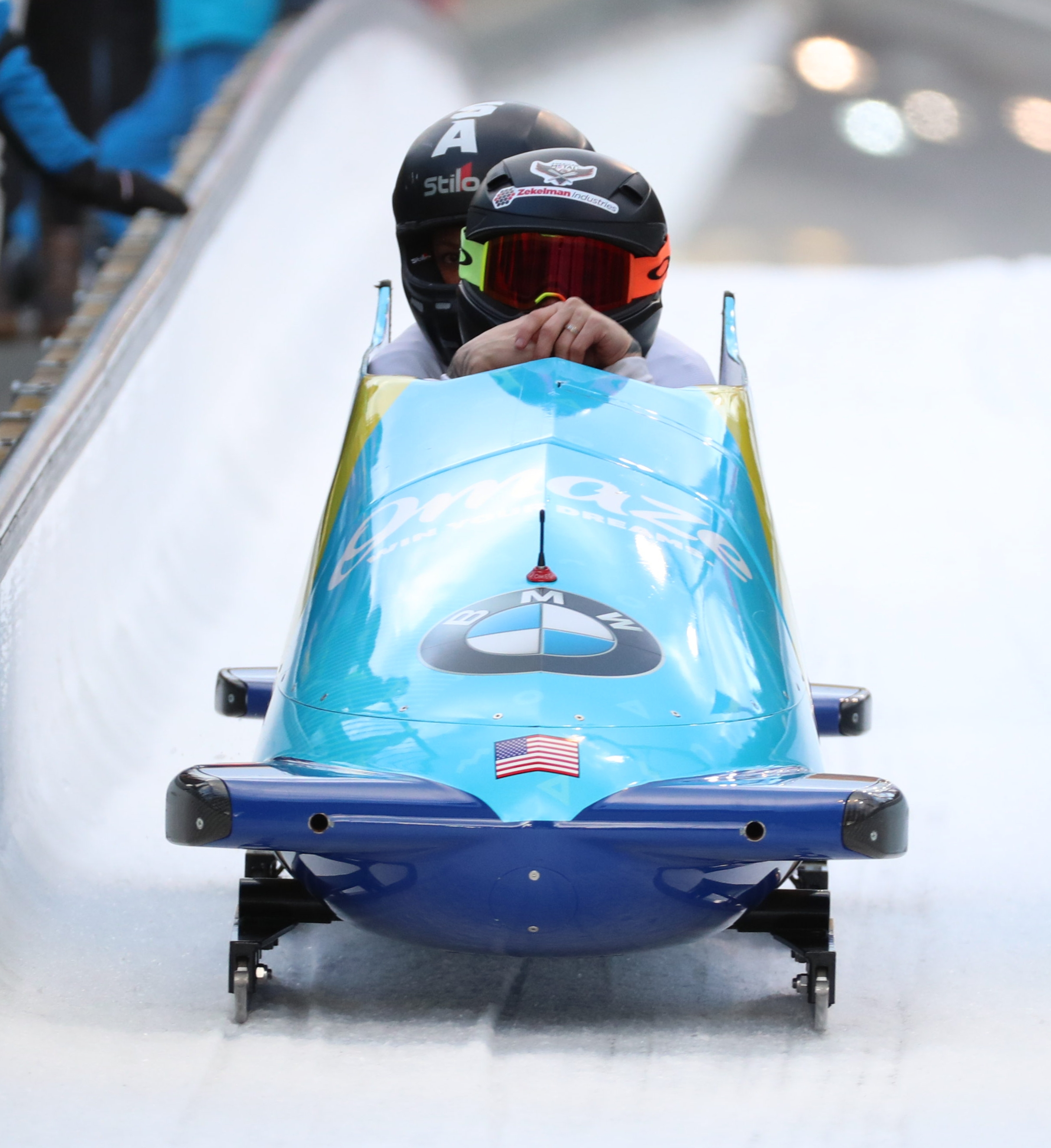
Humphries/Gibbs im Ziel

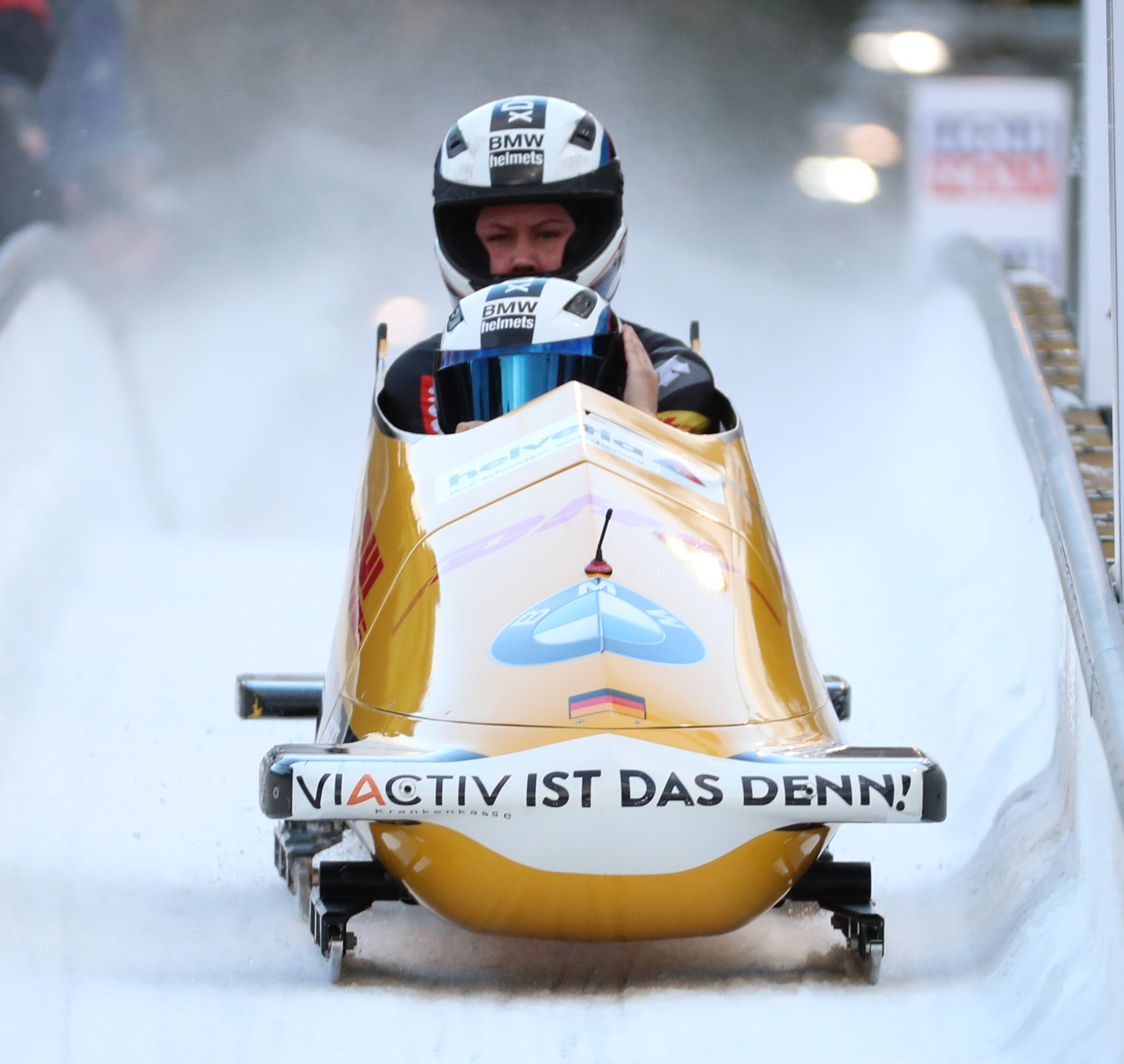
Kalicki/Lipperheide im Ziel

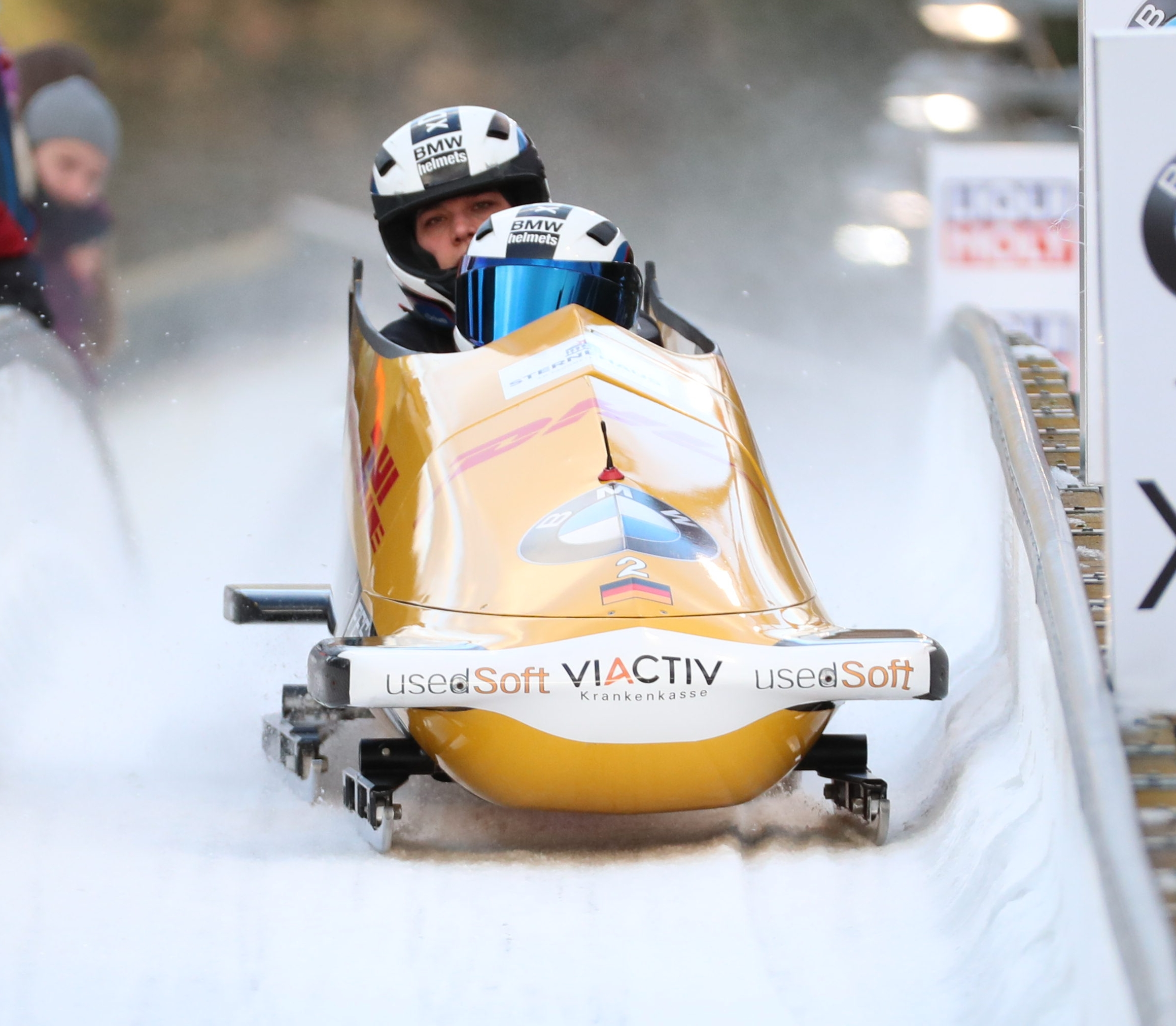
Schneider/Fiebig im Ziel

Sowohl das italienische als auch das rumänische Team, welche im ersten Lauf gestürzt waren, traten im zweiten Lauf nicht mehr an, obwohl sie trotz Sturz das Zeil erreicht hatten. Im zweiten Lauf kam es erneut zu zwei Stürzen. Der neuntplatzierte deutsche Bob, bestehend aus Laura Nolte und Ann-Christin Strack, stürzte, erreichte aber trotzdem das Ziel. Der zweite italienische Bob, bestehend aus Giada Andreutti und Silvia Taini, stürzte ebenfalls. Dabei fiel die Anschieberin Silvia Taini aus dem Schlitten. Aufgrund des Regelwerks der IBSF wurde der Bob daraufhin disqualifiziert und die bisherigen Zeiten annulliert.
| Platz | Athletinnen                            | Land                   | Zwischenzeit (s) | Zwischenzeit (s) | Zwischenzeit (s) | Zwischenzeit (s) | Zwischenzeit (s) | Laufzeit (min) | Gesamtzeit (min) |
| Platz | Athletinnen                            | Land                   | 1                | 2                | 3                | 4                | 5                | Laufzeit (min) | Gesamtzeit (min) |
| ----- | -------------------------------------- | ---------------------- | ---------------- | ---------------- | ---------------- | ---------------- | ---------------- | -------------- | ---------------- |
| 1     | Kaillie Humphries Lauren Gibbs         | Vereinigte Staaten     | 5,62             | 23,17            | 32,76            | 40,83            | 48,14            | 0:56,33        | 1:52,80          |
| 2     | Kim Kalicki Kira Lipperheide           | Deutschland            | 5,67             | 23,23            | 32,80            | 40,88            | 48,21            | 0:56,45        | 1:53,01          |
| 3     | Stephanie Schneider Leonie Fiebig      | Deutschland            | 5,62             | 23,19            | 32,85            | 41,03            | 48,51            | 0:56,84        | 1:53,34          |
| 4     | Mariama Jamanka Annika Drazek          | Deutschland            | 5,64             | 23,23            | 32,85            | 40,95            | 48,32            | 0:56,58        | 1:53,44          |
| 5     | Christine de Bruin Kristen Bujnowski   | Kanada                 | 5,73             | 23,39            | 32,98            | 41,12            | 48,55            | 0:56,87        | 1:53,47          |
| 6     | Mica McNeill Montell Douglas           | Vereinigtes Königreich | 5,87             | 23,61            | 33,24            | 41,33            | 48,72            | 0:56,99        | 1:53,82          |
| 7     | Nadeschda Sergejewa Jelena Mamedowa    | Russland               | 5,73             | 23,35            | 32,99            | 41,17            | 48,59            | 0:57,09        | 1:53,89          |
| 8     | Martina Fontanive Nadja Pasternack     | Schweiz                | 5,74             | 23,38            | 33,01            | 41,13            | 48,53            | 0:56,90        | 1:54,10          |
| 9     | Katrin Beierl Jennifer Onasanya        | Österreich             | 5,81             | 23,50            | 33,13            | 41,23            | 48,68            | 0:57,04        | 1:54,04          |
| 10    | Ying Qing Du Jiani                     | Volksrepublik China    | 5,83             | 23,60            | 33,21            | 41,40            | 48,80            | 0:57,09        | 1:54,16          |
| 11    | An Vannieuwenhuyse Kelly van Petegem   | Belgien                | 5,97             | 23,70            | 33,26            | 41,34            | 48,76            | 0:57,09        | 1:54,25          |
| 12    | Mingming Huai Lu Chunyang Huang Jiajia | Volksrepublik China    | 5,78             | 23,46            | 33,13            | 41,29            | 48,68            | 0:57,01        | 1:54,30          |
| 13    | Ljubow Tschernych Anna Parfenowa       | Russland               | 5,87             | 23,61            | 33,30            | 41,46            | 48,89            | 0:57,22        | 1:54,72          |
| 14    | Breeana Walker Stefanie Preiksa        | Australien             | 5,82             | 23,62            | 33,35            | 41,65            | 49,37            | 0:57,96        | 1:55,64          |
| 15    | Melanie Hasler Jasmin Näf              | Schweiz                | 5,88             | 23,80            | 33,56            | 41,85            | 49,48            | 0:58,15        | 1:55,86          |
| 16    | Sylwia Smolarek Aleksandra Byczkowska  | Polen                  | 6,43             | 24,61            | 34,43            | 42,66            | 50,15            | 0:58,65        | 1:58,00          |
| 17    | Laura Nolte Ann-Christin Strack        | Deutschland            | 5.72             | 23.40            | 33.13            | 41.35            | 50.43            | 1:05.52        | 2:02,56          |
| DNS   | Tania Vicenzino Lucrezia Tavella       | Italien                | –                | –                | –                | –                | –                | –              | –                |
| DNS   | Andreea Grecu Ioana Gheorghe           | Rumänien               | –                | –                | –                | –                | –                | –              | –                |
| DSQ   | Giada Andreutti Silvia Taini           | Italien                | –                | –                | –                | –                | –                | –              | –                |

### Lauf 3

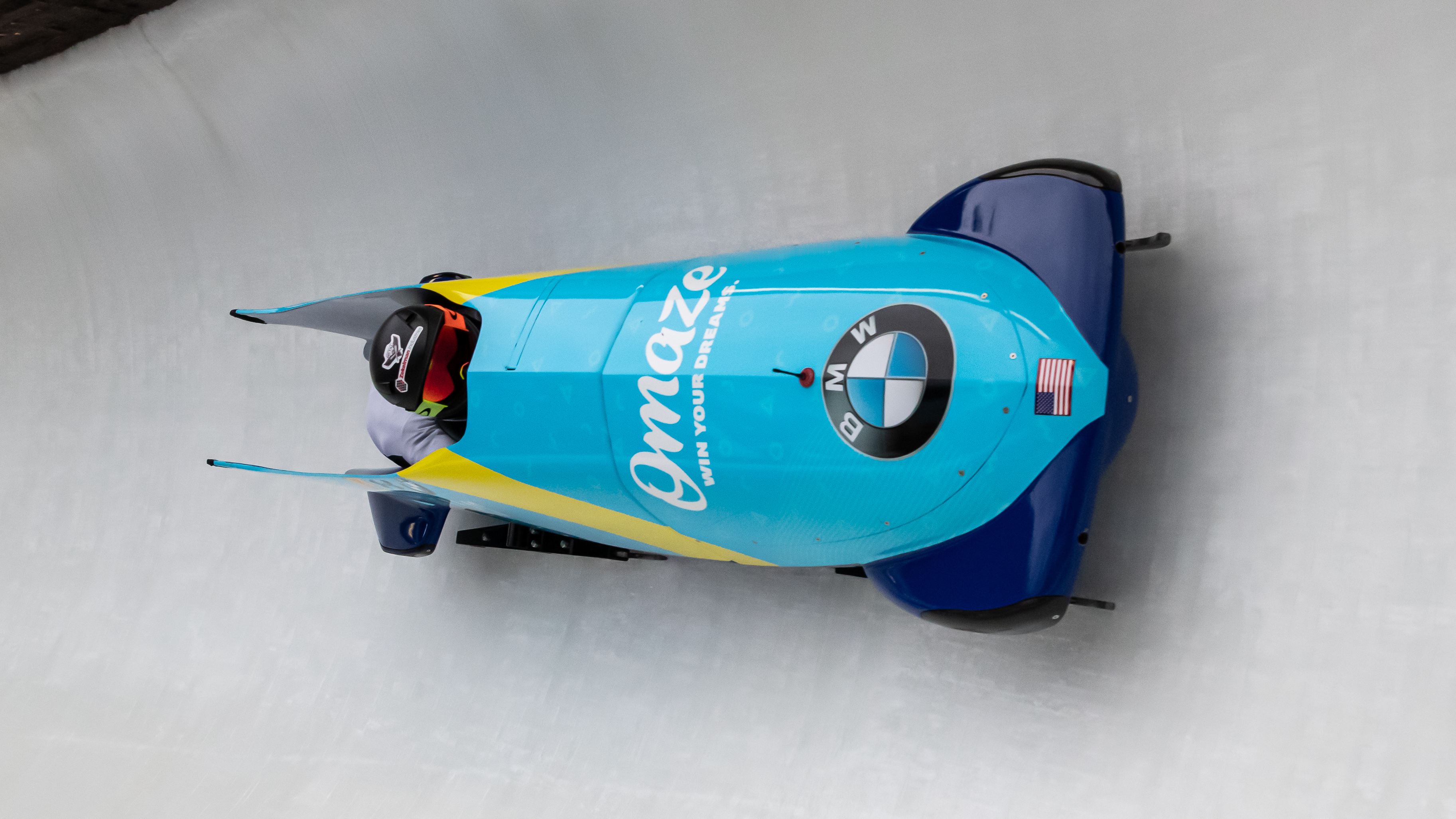
Humphries/Gibbs während der Fahrt

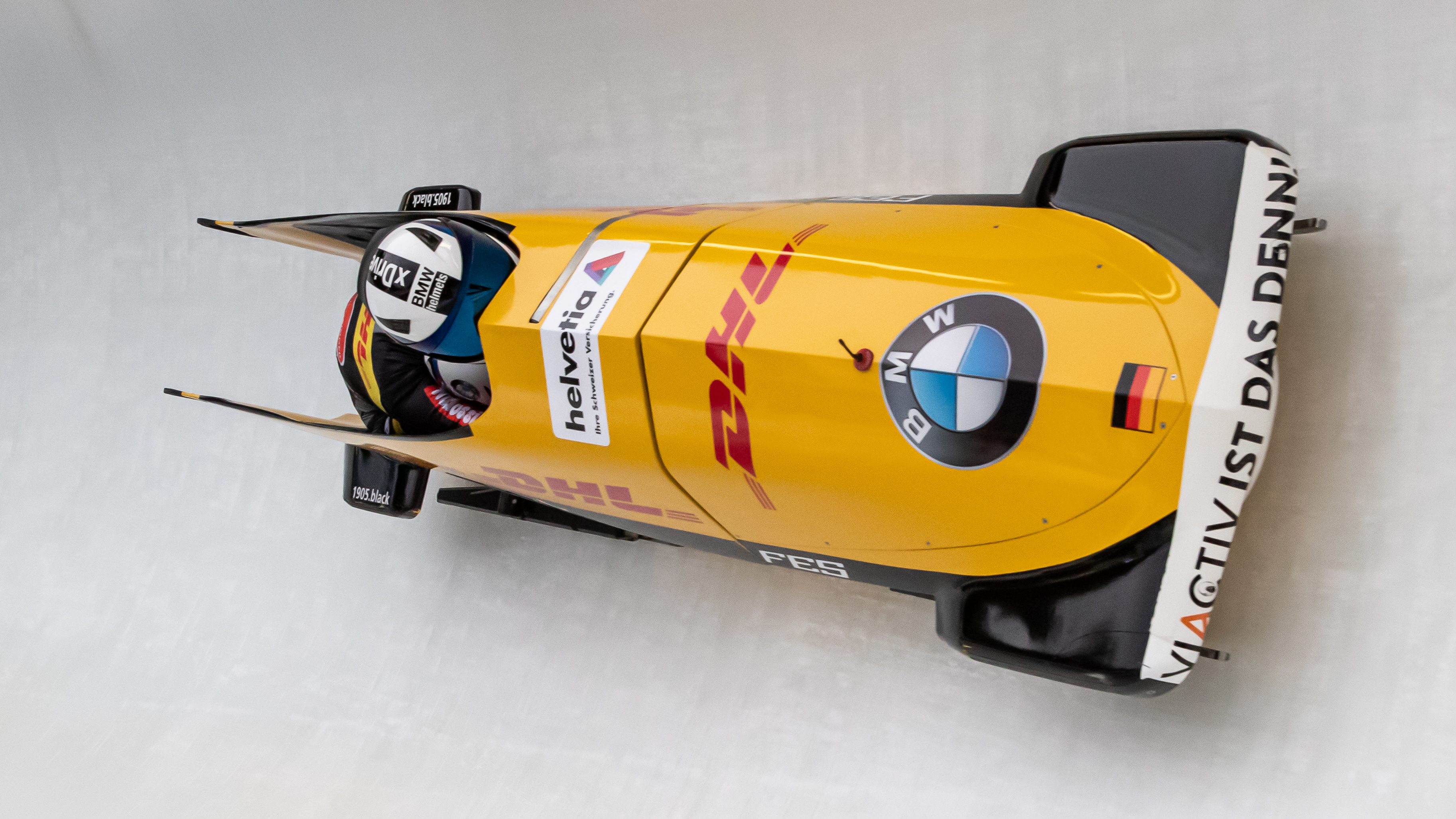
Kalicki/Lipperheide während der Fahrt

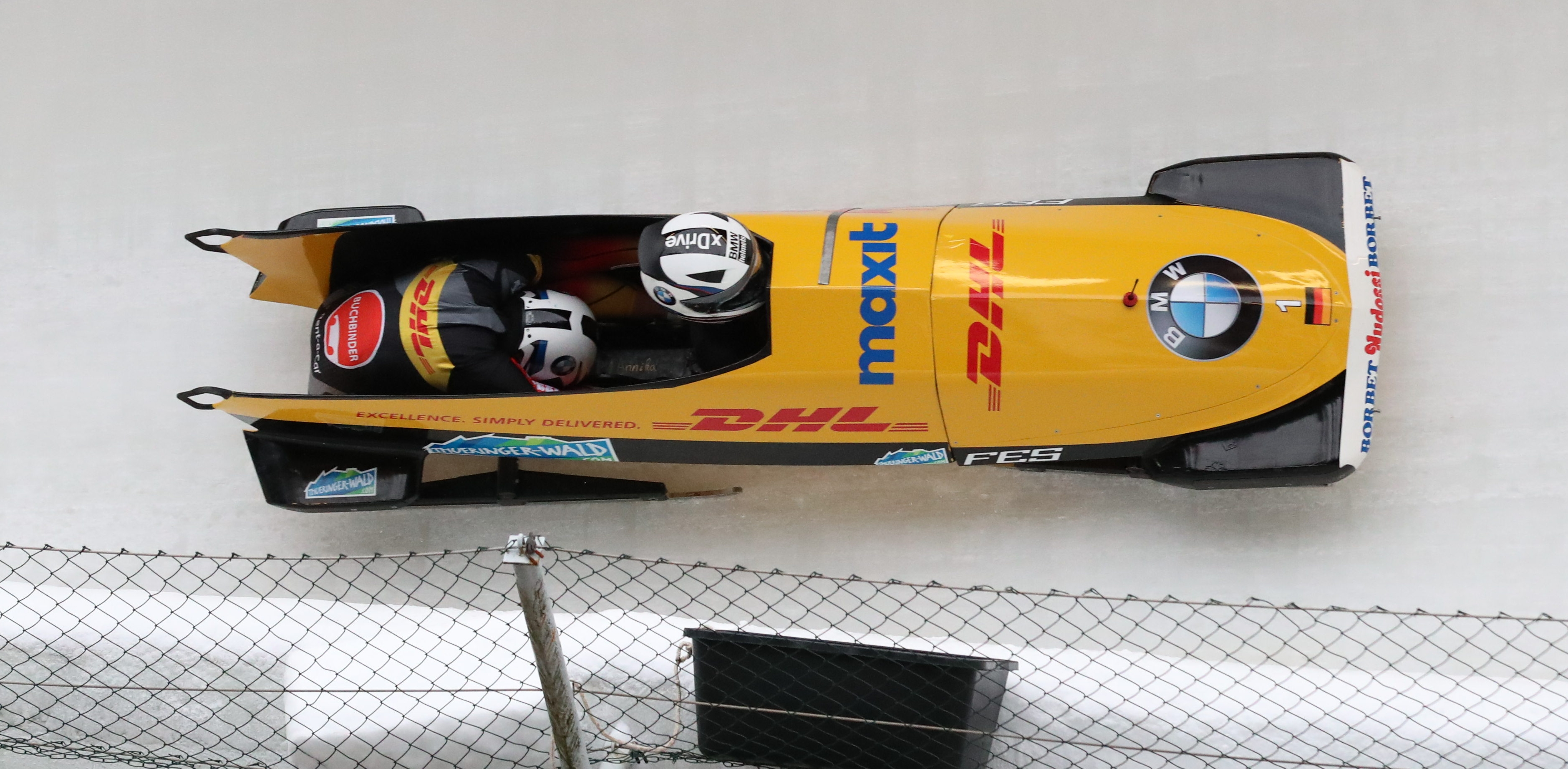
Jamanka/Drazek während der Fahrt

Nach dem Sturz im zweiten Lauf ging der deutsche Bob nicht erneut an den Start.
| Platz | Athletinnen                            | Land                   | Zwischenzeit (s) | Zwischenzeit (s) | Zwischenzeit (s) | Zwischenzeit (s) | Zwischenzeit (s) | Laufzeit (min) | Gesamtzeit (min) |
| Platz | Athletinnen                            | Land                   | 1                | 2                | 3                | 4                | 5                | Laufzeit (min) | Gesamtzeit (min) |
| ----- | -------------------------------------- | ---------------------- | ---------------- | ---------------- | ---------------- | ---------------- | ---------------- | -------------- | ---------------- |
| 1     | Kaillie Humphries Lauren Gibbs         | Vereinigte Staaten     | 5,62             | 23,10            | 32,69            | 40,75            | 48,06            | 0:56,27        | 2:49,07          |
| 2     | Kim Kalicki Kira Lipperheide           | Deutschland            | 5,70             | 23,22            | 32,78            | 40,80            | 48,07            | 0:56,25        | 2:49,26          |
| 3     | Mariama Jamanka Annika Drazek          | Deutschland            | 5,65             | 23,19            | 32,77            | 40,81            | 48,17            | 0:56,48        | 2:49,92          |
| 4     | Christine de Bruin Kristen Bujnowski   | Kanada                 | 5,74             | 23,35            | 32,90            | 40,95            | 48,27            | 0:56,47        | 2:49,94          |
| 5     | Stephanie Schneider Leonie Fiebig      | Deutschland            | 5,63             | 23,17            | 32,81            | 40,92            | 48,43            | 0:56,84        | 2:50,18          |
| 6     | Mica McNeill Montell Douglas           | Vereinigtes Königreich | 5,89             | 23,54            | 33,08            | 41,10            | 48,38            | 0:56,56        | 2:50,38          |
| 7     | Nadeschda Sergejewa Jelena Mamedowa    | Russland               | 5,72             | 23,28            | 32,93            | 41,00            | 48,34            | 0:56,77        | 2:50,66          |
| 8     | Martina Fontanive Nadja Pasternack     | Schweiz                | 5,76             | 23,37            | 32,99            | 41,05            | 48,40            | 0:56,62        | 2:50,72          |
| 9     | Katrin Beierl Jennifer Onasanya        | Österreich             | 5,73             | 23,33            | 32,95            | 41,13            | 48,62            | 0:56,96        | 2:51,00          |
| 10    | Ying Qing Du Jiani                     | Volksrepublik China    | 5,83             | 23,48            | 33,05            | 41,26            | 48,72            | 0:57,13        | 2:51,29          |
| 11    | Mingming Huai Lu Chunyang Huang Jiajia | Volksrepublik China    | 5,78             | 23,41            | 33,08            | 41,23            | 48,63            | 0:57,10        | 2:51,40          |
| 12    | An Vannieuwenhuyse Kelly van Petegem   | Belgien                | 5,95             | 23,64            | 33,21            | 41,36            | 48,81            | 0:57,20        | 2:51,45          |
| 13    | Ljubow Tschernych Anna Parfenowa       | Russland               | 5,85             | 23,57            | 33,25            | 41,44            | 48,93            | 0:57,37        | 2:52,09          |
| 14    | Breeana Walker Stefanie Preiksa        | Australien             | 5,80             | 23,60            | 33,27            | 41,43            | 48,92            | 0:57,56        | 2:53,20          |
| 15    | Melanie Hasler Jasmin Näf              | Schweiz                | 5,88             | 23,67            | 33,40            | 41,72            | 49,28            | 0:57,68        | 2:53,54          |
| 16    | Sylwia Smolarek Aleksandra Byczkowska  | Polen                  | 6,35             | 24,45            | 34,23            | 42,44            | 49,92            | 0:58,37        | 2:56,37          |
| DNS   | Laura Nolte Ann-Christin Strack        | Deutschland            | –                | –                | –                | –                | –                | –              | –                |

### Lauf 4

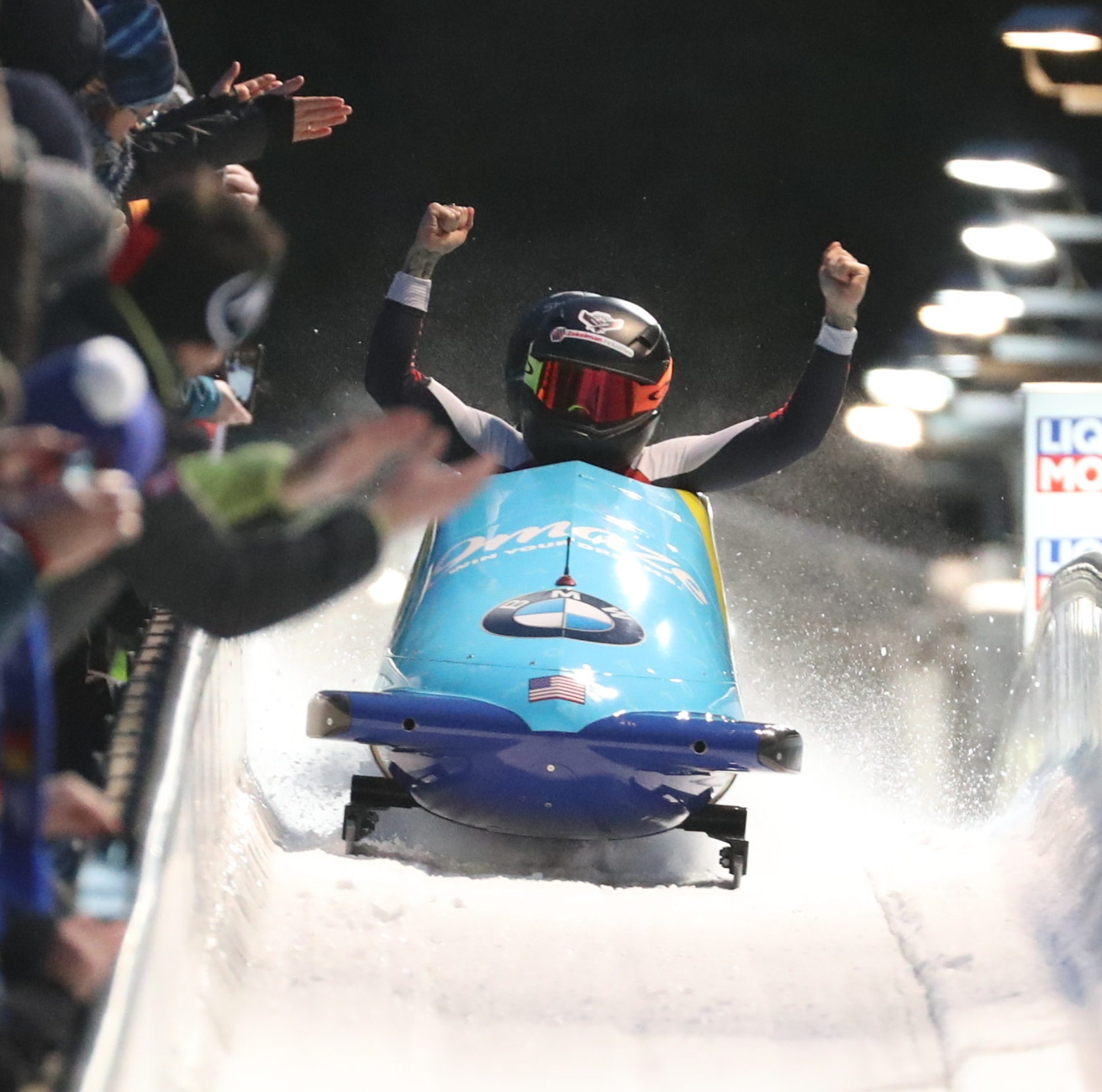
Humphries/Gibbs nach dem 4. Lauf im Ziel

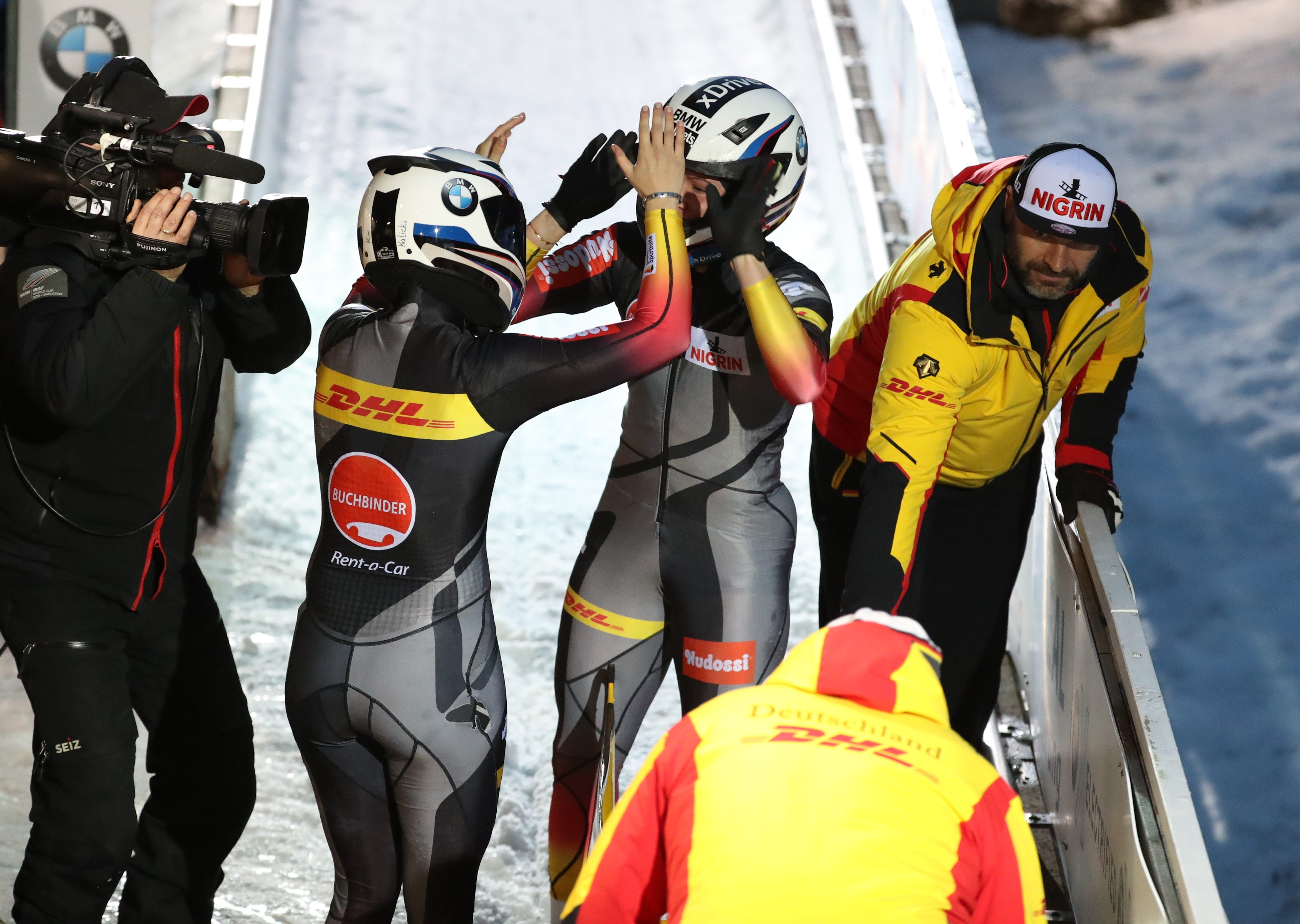
Kalicki/Lipperheide feiern ihren Erfolg im Ziel.

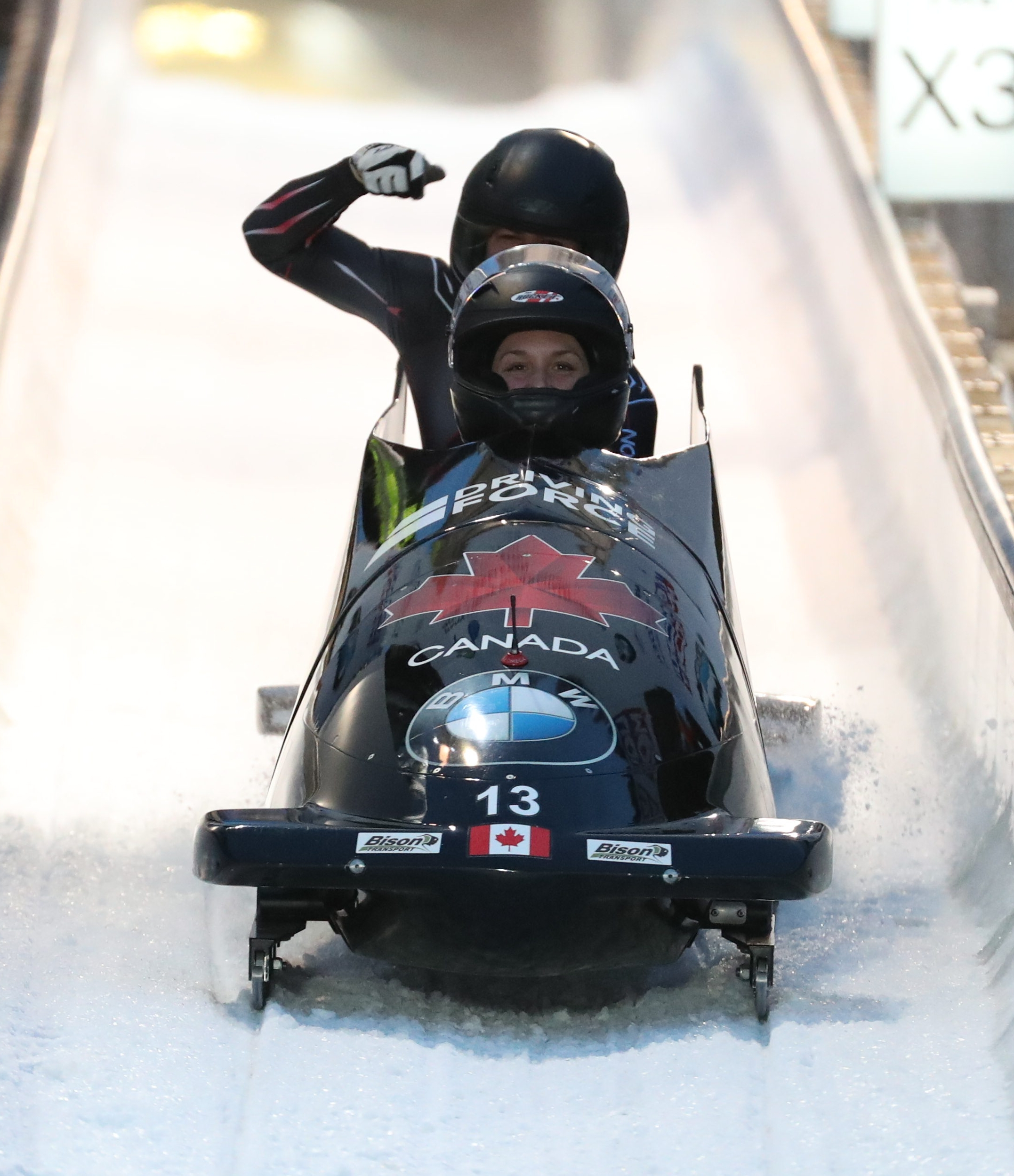
Die Drittplatzierten de Bruin/Bujnowski kommen ins Ziel.

| Platz | Athletinnen                            | Land                   | Zwischenzeit (s) | Zwischenzeit (s) | Zwischenzeit (s) | Zwischenzeit (s) | Zwischenzeit (s) | Laufzeit (min) | Gesamtzeit (min) |
| Platz | Athletinnen                            | Land                   | 1                | 2                | 3                | 4                | 5                | Laufzeit (min) | Gesamtzeit (min) |
| ----- | -------------------------------------- | ---------------------- | ---------------- | ---------------- | ---------------- | ---------------- | ---------------- | -------------- | ---------------- |
| 1     | Kaillie Humphries Lauren Gibbs         | Vereinigte Staaten     | 5,62             | 23,20            | 32,76            | 40,84            | 48,19            | 0:56,42        | 3:45,49          |
| 2     | Kim Kalicki Kira Lipperheide           | Deutschland            | 5,72             | 23,30            | 32,92            | 41,02            | 48,37            | 0:56,60        | 3:45,86          |
| 3     | Christine de Bruin Kristen Bujnowski   | Kanada                 | 5,73             | 23,36            | 32,94            | 41,00            | 48,37            | 0:56,61        | 3:46,55          |
| 4     | Mariama Jamanka Annika Drazek          | Deutschland            | 5,67             | 23,27            | 32,91            | 41,04            | 48,45            | 0:56,77        | 3:46,69          |
| 5     | Stephanie Schneider Leonie Fiebig      | Deutschland            | 5,60             | 23,14            | 32,85            | 41,00            | 48,43            | 0:56,74        | 3:46,92          |
| 6     | Nadeschda Sergejewa Jelena Mamedowa    | Russland               | 5,78             | 23,39            | 33,01            | 41,07            | 48,37            | 0:56,57        | 3:47,23          |
| 7     | Martina Fontanive Nadja Pasternack     | Schweiz                | 5,69             | 23,31            | 32,93            | 41,01            | 48,36            | 0:56,57        | 3:47,29          |
| 8     | Mica McNeill Montell Douglas           | Vereinigtes Königreich | 5,91             | 23,59            | 33,17            | 41,35            | 48,83            | 0:57,16        | 3:47,54          |
| 9     | Katrin Beierl Jennifer Onasanya        | Österreich             | 5,78             | 23,44            | 33,08            | 41,16            | 48,52            | 0:56,76        | 3:47,76          |
| 10    | Ying Qing Du Jiani                     | Volksrepublik China    | 5,81             | 23,44            | 33,01            | 41,15            | 48,58            | 0:57,01        | 3:48,30          |
| 11    | An Vannieuwenhuyse Kelly van Petegem   | Belgien                | 6,00             | 23,70            | 33,24            | 41,33            | 48,74            | 0:57,06        | 3:48,51          |
| 12    | Mingming Huai Lu Chunyang Huang Jiajia | Volksrepublik China    | 5,79             | 23,49            | 33,15            | 41,34            | 48,79            | 0:57,17        | 3:48,57          |
| 13    | Ljubow Tschernych Anna Parfenowa       | Russland               | 5,84             | 23,51            | 33,15            | 41,32            | 48,78            | 0:57,18        | 3:49,27          |
| 14    | Breeana Walker Stefanie Preiksa        | Australien             | 5,77             | 23,48            | 33,11            | 41,31            | 48,90            | 0:57,42        | 3:50,62          |
| 15    | Melanie Hasler Jasmin Näf              | Schweiz                | 5,90             | 23,69            | 33,43            | 41,70            | 49,23            | 0:57,65        | 3:51,19          |
| 16    | Sylwia Smolarek Aleksandra Byczkowska  | Polen                  | 6,39             | 24,38            | 34,07            | 42,22            | 49,65            | 0:58,02        | 3:54,39          |

## Endergebnis

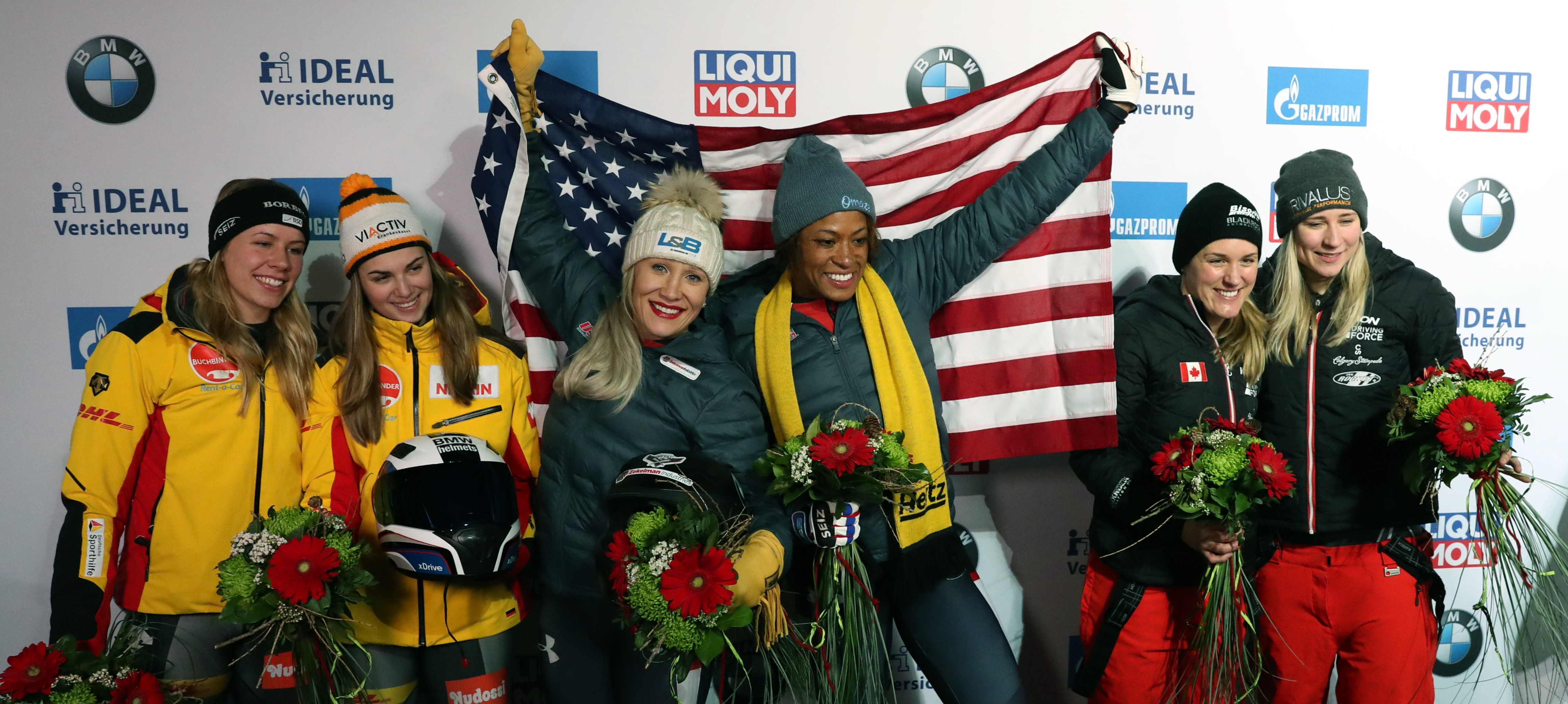
Flower Ceremony

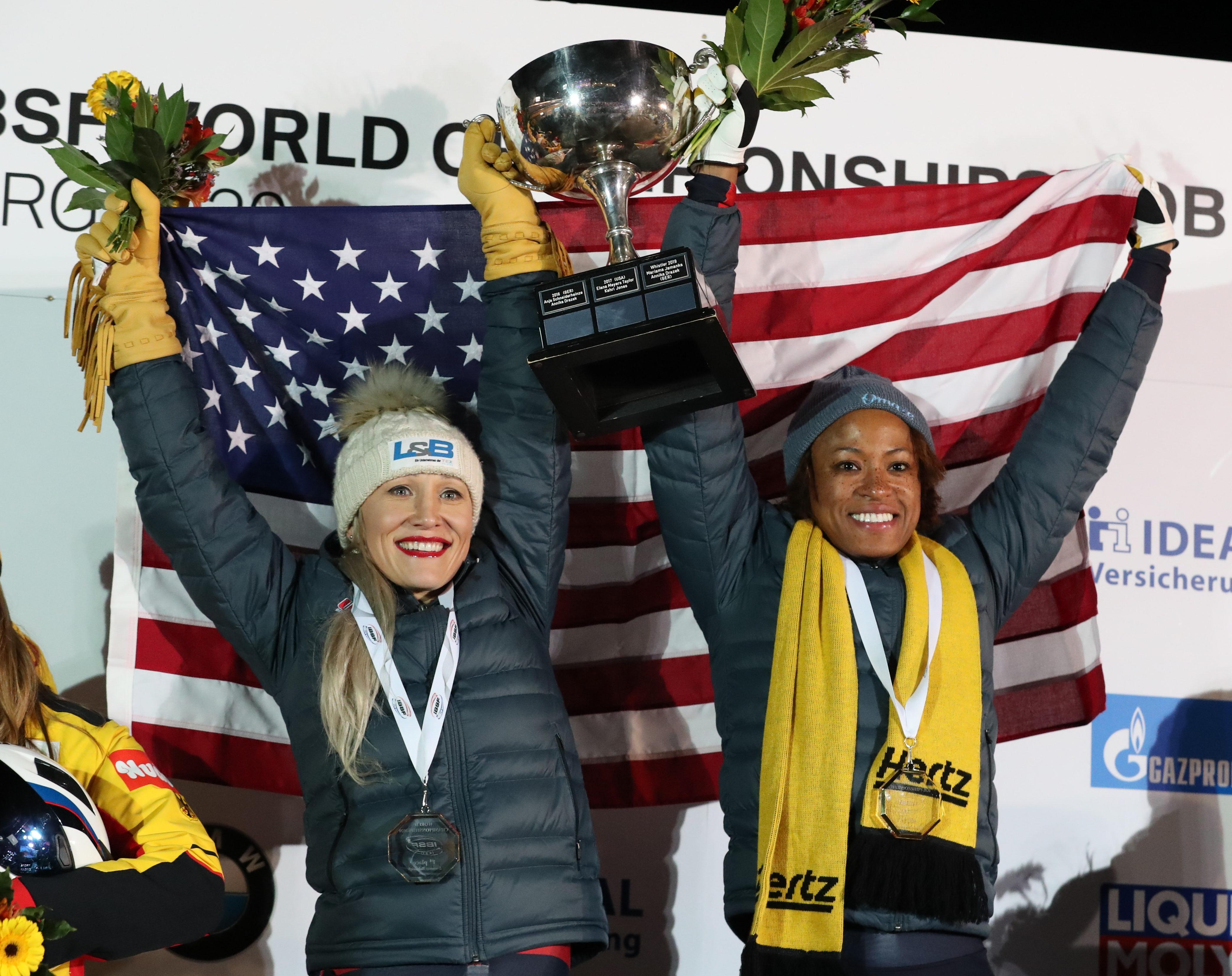
Humphries und Gibbs mit dem Pokal

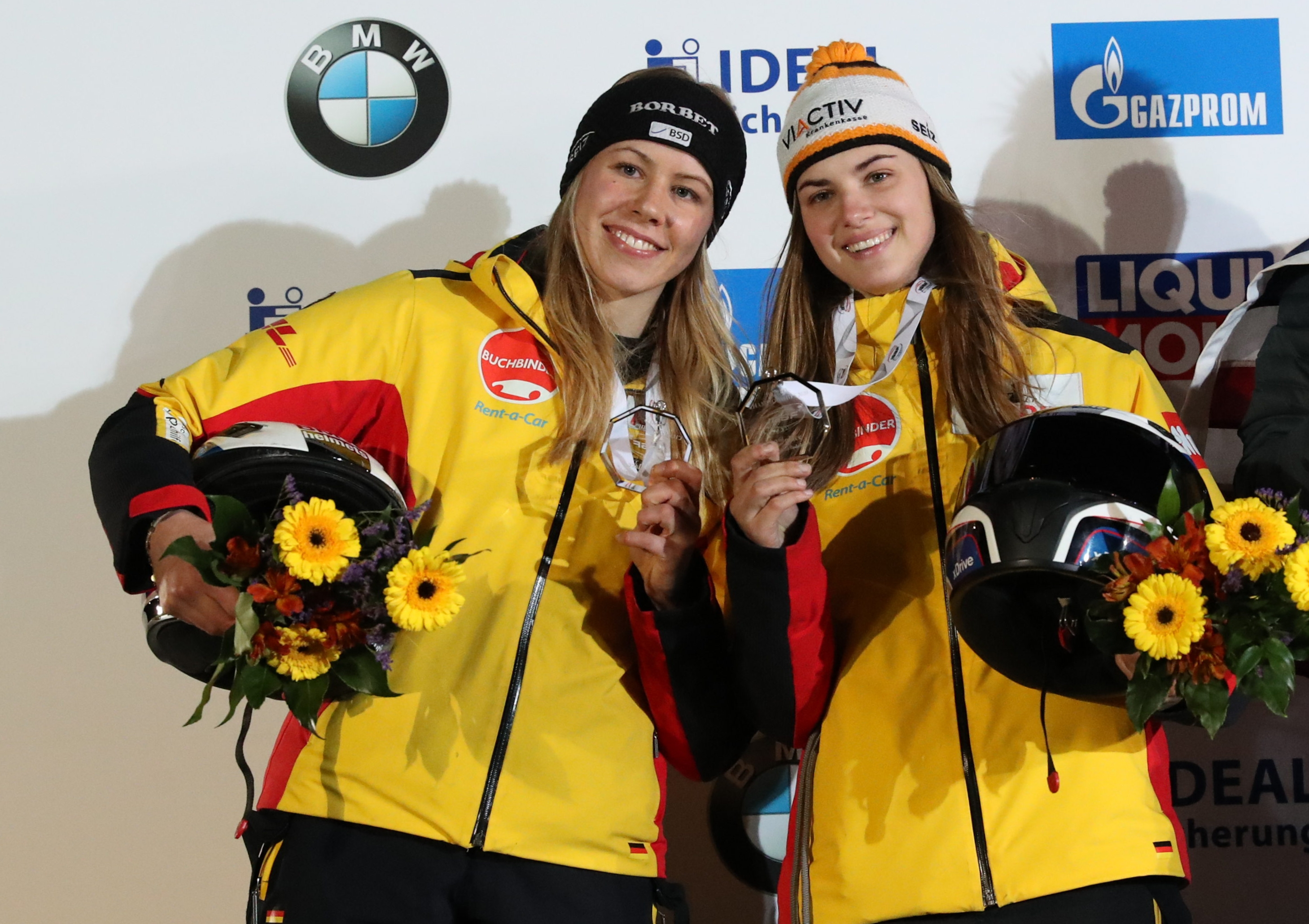
Lipperheide und Kalicki mit den Medaillen

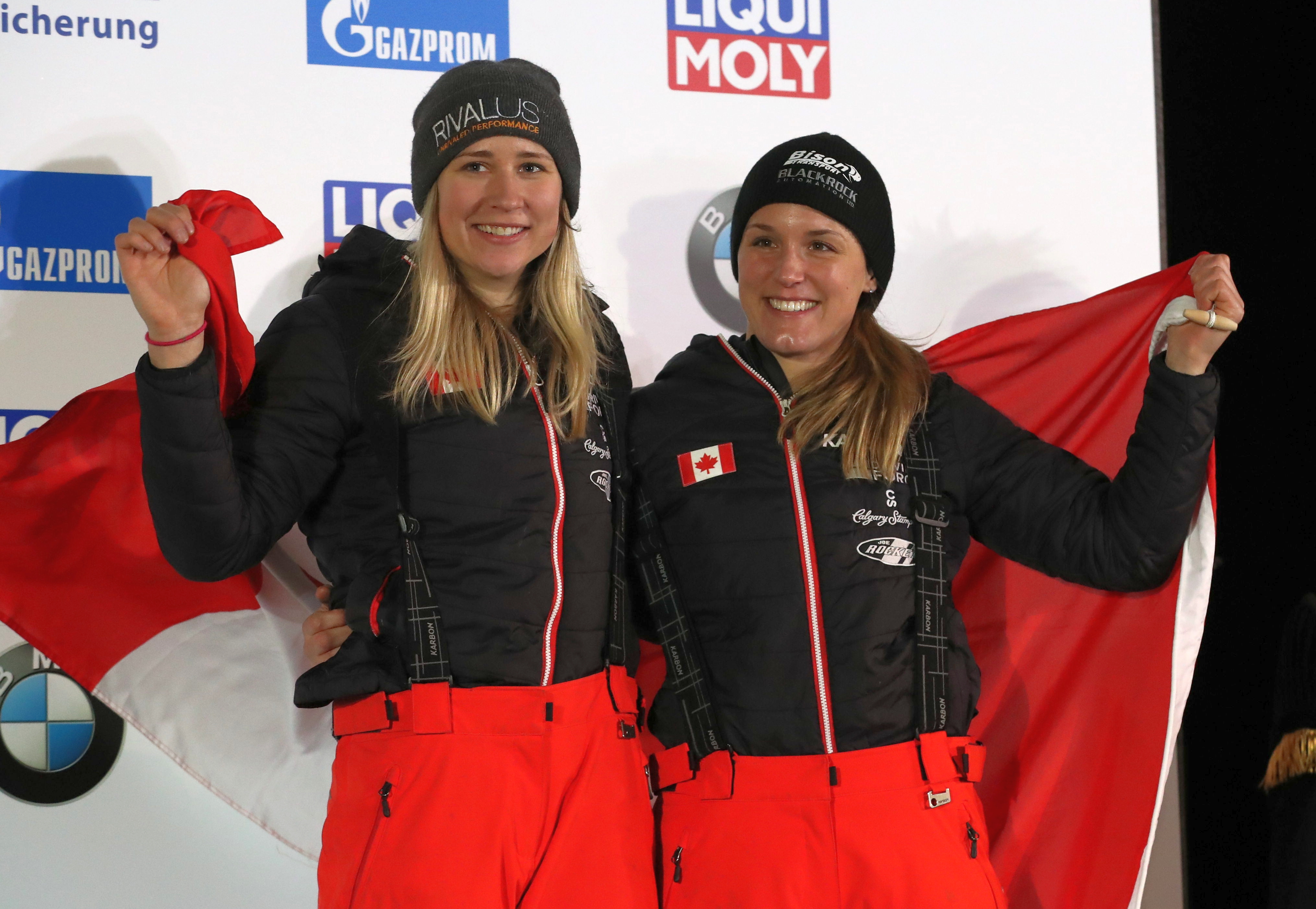
Bujnowski und de Bruin bei der Siegerehrung

| Platz | Athletinnen                            | Land                   | Lauf (min) | Lauf (min) | Lauf (min) | Lauf (min) | Gesamtzeit (min) |
| Platz | Athletinnen                            | Land                   | 1          | 2          | 3          | 4          | Gesamtzeit (min) |
| ----- | -------------------------------------- | ---------------------- | ---------- | ---------- | ---------- | ---------- | ---------------- |
| 1     | Kaillie Humphries Lauren Gibbs         | Vereinigte Staaten     | 0:56,47    | 0:56,33    | 0:56,27    | 0:56,42    | 3:45,49          |
| 2     | Kim Kalicki Kira Lipperheide           | Deutschland            | 0:56,56    | 0:56,45    | 0:56,25    | 0:56,60    | 3:45,86          |
| 3     | Christine de Bruin Kristen Bujnowski   | Kanada                 | 0:56,60    | 0:56,87    | 0:56,47    | 0:56,61    | 3:46,55          |
| 4     | Mariama Jamanka Annika Drazek          | Deutschland            | 0:56,86    | 0:56,58    | 0:56,48    | 0:56,77    | 3:46,69          |
| 5     | Stephanie Schneider Leonie Fiebig      | Deutschland            | 0:56,50    | 0:56,84    | 0:56,84    | 0:56,74    | 3:46,92          |
| 6     | Nadeschda Sergejewa Jelena Mamedowa    | Russland               | 0:56,80    | 0:57,09    | 0:56,77    | 0:56,57    | 3:47,23          |
| 7     | Martina Fontanive Nadja Pasternack     | Schweiz                | 0:57,20    | 0:56,90    | 0:56,62    | 0:56,57    | 3:47,29          |
| 8     | Mica McNeill Montell Douglas           | Vereinigtes Königreich | 0:56,83    | 0:56,99    | 0:56,56    | 0:57,16    | 3:47,54          |
| 9     | Katrin Beierl Jennifer Onasanya        | Österreich             | 0:57,00    | 0:57,04    | 0:56,96    | 0:56,76    | 3:47,76          |
| 10    | Ying Qing Du Jiani                     | Volksrepublik China    | 0:57,07    | 0:57,09    | 0:57,13    | 0:57,01    | 3:48,30          |
| 11    | An Vannieuwenhuyse Kelly van Petegem   | Belgien                | 0:57,16    | 0:57,09    | 0:57,20    | 0:57,06    | 3:48.51          |
| 12    | Mingming Huai Lu Chunyang Huang Jiajia | Volksrepublik China    | 0:57,29    | 0:57,01    | 0:57,10    | 0:57,17    | 3:48,57          |
| 13    | Ljubow Tschernych Anna Parfenowa       | Russland               | 0:57,50    | 0:57,22    | 0:57,37    | 0:57,18    | 3:49,27          |
| 14    | Breeana Walker Stefanie Preiksa        | Australien             | 0:57,68    | 0:57,96    | 0:57,56    | 0:57,42    | 3:50,62          |
| 15    | Melanie Hasler Jasmin Näf              | Schweiz                | 0:57,71    | 0:58,15    | 0:57,68    | 0:57,65    | 3:51,19          |
| 16    | Sylwia Smolarek Aleksandra Byczkowska  | Polen                  | 0:59,35    | 0:58,65    | 0:58,37    | 0:58,02    | 3:54,39          |
| DNS   | Tania Vicenzino Lucrezia Tavella       | Italien                | 1:01,28    | DNS        | –          | –          | –                |
| DNS   | Laura Nolte Ann-Christin Strack        | Deutschland            | 0:57,04    | 1:05,52    | DNS        | –          | –                |
| DNS   | Andreea Grecu Ioana Gheorghe           | Rumänien               | 1:02,26    | DNS        | –          | –          | –                |
| DSQ   | Giada Andreutti Silvia Taini           | Italien                | –          | –          | –          | –          | –                |